# The Red Kimona
Pour plus de détails, voir Fiche technique et Distribution.
The Red Kimona est un film américain réalisé par Walter Lang, sorti en 1925.

## Synopsis
Gabrielle Darley, tire dans le dos d'Howard Blaine, alors qu'il achetait une alliance, puis alors qu'il agonise, lui demande pardon et exprime son amour au cadavre en attendant d'être arrêtée par la police. Dans sa cellule de prison, elle est soutenue par une gentille matrone et lors de son procès, on lui demande d'expliquer comment elle en est venue à tirer sur Blaine. Elle commence son histoire en expliquant que Blaine l'a courtisée en prétendant qu'il allait l'épouser, ce qui l'a poussée a quitté sa famille peu aimante pour aller vivre avec lui à la Nouvelle-Orléans. Là-bas, Blaine n'a pas honoré sa promesse mais l'a emmenée dans une maison située dans un quartier sordide. Le soir, elle se voit dans une chambre à coucher, où le reflet dans un miroir lui rends voit une vision d'elle-même en tenue de mariée qui fait place à une vision d'elle-même dans une robe rouge, indiquant qu'elle savait qu'elle entrait dans une vie de prostitution. Elle cède ainsi par amour pour Blaine et passe plusieurs années misérables à s'occuper des hommes qu'il lui envoie, tout en recevant de sa part de petits mots d'amour.
Le procureur interrompt alors son récit de façon moqueuse et suggère qu'elle a tué Blaine par jalousie parce qu'il allait épouser une autre femme, ce qu'elle reconnaît en soulignant qu'il achetait la bague avec l'argent qu'elle gagnait pour lui. Les femmes présentes dans la salle d'audience pleurent en entendant cela et malgré l'acharnement du procureur, l'ennui frivole du juge et le jury exclusivement masculin, elle est déclarée non coupable.
Tandis qu'elle se prépare à quitter la prison, Gabrielle dit à la gentille matrone qu'elle aimerait maintenant se racheter en travaillant pour aider les gens et laisse tomber sa robe rouge vif sur le sol pour montrer qu'elle ne retournera jamais plus à son ancien métier. Beverly Fontaine, une matrone de la société qui aime se faire de la publicité en s'occupant de criminels repentis, l'invite à venir vivre chez elle. Elle y fait la connaissance du chauffeur Terrance O'Day, mais elle est en réalité exhibée dans les multiples fêtes des amis de Beverly, tout en se faisant tourmentée par des questions sans tact sur son travail de prostituée. Terrance, qui a des sentiments pour elle, l'emmène dans un parc d'attractions pour un rendez-vous doux et sain et elle se rend compte qu'il peut exister un homme bien, qu'elle n'a jamais rencontré auparavant.
Beverly se lasse d'elle et part en voyage avec Terrance, qui l'a conduit, laissant à Gabrielle une lettre adressée au directeur d'un hôpital local concernant une formation d'infirmière. Le directeur, cependant, la reconnaît et la met à la porte. Elle est incapable de trouver du travail autre que femme de chambre mais elle perd son emplois, lorsqu'elle s'est énervée en voyant la femme de l'avocat de la défense porter la bague qu'elle avait dû lui donner pour ses honoraires. Affamée et désespérée, elle envoie un télégramme à Clara, une amie qui la soutient dans le bordel de la Nouvelle-Orléans, pour qu'elle lui envoie le billet de train pour y retourner et reprendre son ancien métier.
L'opérateur télégraphique est un ami de Terrance et se rend chez Beverly Fontaine pour lui annoncer la nouvelle au moment où elle et Terrance reviennent de leur voyage. Terrance abandonne son travail et réquisitionne la voiture de Beverly pour se rendre à la gare et arrêter Gabrielle mais il arrive trop tard. Il prend donc le train suivant et une fois arrivé se rend en taxi à l'adresse indiquée sur le télégramme. Pendant ce temps, Gabrielle, qui hésite sur le pas de la porte de la maison close, est attaquée par une brute, puis renversée par une voiture alors qu'elle s'enfuit. Terrance voit l'accident, mais ne réalise pas que c'est elle. Apprenant par Clara qu'elle ne s'est pas encore montrée, il traîne dans la rue à sa recherche pendant des jours.
Gabrielle se rétablit à l'hôpital lorsqu'elle entend des membres du personnel dire que, comme les États-Unis viennent d'entrer dans la Première Guerre mondiale et que la pandémie de grippe a commencé, ils ont désespérément besoin d'infirmières et d'aides supplémentaires. Elle se propose d'emblée et est embauchée pour le nettoyage en récurant le sol de l'hôpital. Plus tard, Terrance entre en uniforme d'ambulancier et ils se retrouvent. Il lui demande de l'épouser avant de partir sur le front. Elle lui déclare son amour mais reporte leur mariage jusqu'à ce qu'il revienne et qu'elle ait travaillé plus longtemps et soit devenue digne d'une vie heureuse avec lui.
Une femme qui a gardé un album de coupures de presse sur Gabrielle, qui semble être la bonne de Beverly, nous dit que cette vie heureuse a été atteinte pour ces deux-là. Mais Gabrielle n'est qu'une femme parmi tant d'autres dans cette terrible situation, dit-elle, et c'est à toutes les femmes d'aider leurs sœurs infortunées.

## Fiche technique
- Titre : The Red Kimona ou The Red Kimono
- Réalisation : Walter Lang
- Scénario : Dorothy Arzner, Adela Rogers St. Johns  et Malcolm Stuart Boylan
- Pays d'origine : États-Unis
- Format : Noir et blanc - 1,33:1 - Film muet
- Genre : drame
- Date de sortie : 1925

## Distribution
- Priscilla Bonner : Gabrielle
- Nellie Bly Baker : Clara
- Carl Miller : Howard Blaine
- Virginia Pearson : Mme Fontaine
- Tyrone Power Sr. : le père de Gabrielle
- Sheldon Lewis : le procureur de district
- Theodore von Eltz : Freddy
- Emily Fitzroy : la propriétaire
- George Siegmann : M. Mack
- Dot Farley : la femme curieuse
- Mary Carr : la gardienne en chef de la prison